# حي رأس الزاوية
حي رأس الزاوية أحد أحياء مدينة فاس العريقة، يوجد بعدوة الأندلسيين وسمي بهذا الاسم نسبة إلى زاوية الشيخ محمد بن عبد الله معن الأندلسي (الزاوية العبدلاوية) المتواجدة فيه.
يعتبر حي رأس الزاوية معقل الأرستقراطية القديمة بفاس, حيث استوطنته عائلات من الطبقة الراقية مثل : العبدلاويون - القادري - الطاهري الجوطي - الخصاصي - الشامي - اليمني - بوزوبع - بنسودة - الفاسي الفهري - البردعي - الوزير الغساني - لحلو - الإسحاقي.
وأكثر هذه العائلات شهرة بهذا الحي هم السادة العبدلاويون حيث أن هناك بمدينة فاس من يلقبه بحي العبدلاوي لاستوطانهم المتوارت به حيث يعتبر موطن آبائهم وأجدادهم ولامتلاكهم لأغلب أصوله من دور ورياضات (جمع رياض وهي الدار ذات الأشجار والمباح)و دكاكين وأفران ومعاصر الزيتون والروى والعراصي (جمع عرصة),وقد اتخذوه مستقرا لهم ولأتباعهم في طريق العلم. وتتعدد ملكياتهم بهذا الحي وتختلف حسب الهدف المنشود منها، فتجد ما يستغل من جانب الإقامة والسكن، ومنها ما هو هبة لباقي سكان الحي كاستغلال الفرن والحمام، ومنها كذلك ما هو خيري كإيواء القائمين على شؤون الزاوية كالمؤذن وغيره، ومنها ما هو حبس على الزاوية, ويتقلد أحد أبناء هذه العائلة مهام ناظر الأحباس حيث يقوم بتسيير شؤون الزاوية العبدلاوية من تحصيل لعائدات الأكرية ودفع مصاريفها, وكذا القيام مقام باقي العبدلاويين والنيابة عنهم في عدة أمور.